# Alan Kernaghan
Alan Nigel Kernaghan (* 25. April 1967 in Otley) ist ein in England geborener, ehemaliger irischer Fußballspieler. Als Innenverteidiger, der auch als Stürmer eingesetzt werden konnte,  war er allem bekannt für seine Zeit als Spieler des FC Middlesbrough und später Manchester City bekannt. Er war dazu Teil des irischen Kaders der WM-Endrunde 1994 in den Vereinigten Staaten. Für die irische Nationalmannschaft absolvierte er zwischen 1992 und 1996 insgesamt 22 A-Länderspiele.

## Sportlicher Werdegang

### FC Middlesbrough
Kernaghan wuchs in der nordirischen Stadt Bangor auf, spielte für nordirische Schülerauswahlmannschaften und war in England Teil der Jugendarbeit des FC Middlesbrough. Dort gelang ihm im März 1985 der Übergang in den Profibereich. Er kam bis zum Ende der Saison 1985/86 mit insgesamt 14 Zweitligaauftritten zunächst nur zu sporadischen Bewährungsmöglichkeiten und musste zudem 1986 den Abstieg in die Drittklassigkeit hinnehmen.
Unter dem neuen Trainer Bruce Rioch blieb Kernaghan auch in der unteren dritten Liga primär Ergänzungsspieler, konnte aber stets durch große Einsatzbereitschaft überzeugen und wurde zunehmend als wertvolles Mitglied der Mannschaft wahrgenommen. Bei dem folgenden Durchmarsch von „Boro“ unter Rioch, der zur Saison 1988/89 in die höchste englische Spielklasse führte, arbeitete er sich sukzessive vor und war dann nach dem erneuten Abstieg in die Zweitklassigkeit zur Spielzeit 1989/90 dann Stammspieler. Besondere Aufmerksamkeit erlangte der normalerweise als Innenverteidiger eingesetzte Kernaghan als Stürmer am 21. November 1989 im Duell mit den Blackburn Rovers, als er zum 4:2-Auswärtssieg einen Hattrick innerhalb von zwölf Minuten beisteuerte. Insgesamt verlief die Saison jedoch enttäuschend weit jenseits der Möglichkeit des Wiederaufstieg. Zwar hatte der Weggang des Leistungsträgers Gary Pallister eine hohe Ablösesumme eingebracht, aber Rioch tat sich schwer, die Neuverpflichtungen zu einer schlagfertigen Truppe zu formen. Nach dem Hattrick wurde Kernaghan erneut als Stürmer verwendet. Er blieb jedoch zumeist torlos und wurde dann erneut in die Abwehrzentrale zurückgezogen. Unter dem Nachfolger Colin Todd verlor er dann sogar seinen Stammplatz und er wurde im Januar 1991 an den Zweitligisten Charlton Athletic ausgeliehen. Der dort verantwortliche Trainer Lennie Lawrence war zufrieden mit den Leistungen des Leihspielers und auch Kernaghan war glücklich angesichts der sportlichen Entwicklungen, so dass ein dauerhafter Transfer im Sommer 1991 erwartet wurde.
Als Lawrence dann selbst neuer Trainer in Middlesbrough wurde, überzeugte er ihn dann jedoch von einem Verbleib und so verbrachte er zwei weitere Jahre dort und führte den Klub im Jahr 1992 als Zweitligavizemeister zum Aufstieg in die Premier League. Kurz nach der erneuten Rückkehr in die Zweitklassigkeit im Jahr darauf, sicherte sich Kernaghan weiteren Premier-League-Fußball mit einem Wechsel für 1,6 Millionen Pfund zu Manchester City.

### Manchester City
Wieder kam er in den ersten beiden Jahren mit insgesamt 46 Premier-League-Partien nicht über die Rolle des Ergänzungsspielers hinaus. Die Saison 1994/95 endete jedoch hoffnungsvoll, nachdem er zu Beginn der Saison beim Zweitliga-Leihklub Bolton Wanderers gute Leistungen gezeigt und nach der Rückkehr zu alter Form gefunden hatte. Die Spielzeit 1995/96 verlief jedoch weiter nicht nach Wunsch und der neue Trainer Alan Ball ließ ihn zumeist nur als Ersatz für Keith Curle auflaufen. Stattdessen hielt er sich ab Februar 1996 beim Drittligisten Bradford City bei einer nächsten Leihstation „matchfit“. Zu Beginn der Spielzeit 1996/97 zeigte er als Teil des Innenverteidiger-Pärchen mit Kit Symons vielversprechende Leistungen, bevor ihn eine Rückenverletzung aus einem Spiel gegen den Ex-Klub Charlton Athletic bis Ende Januar 1997 zwangspausieren ließ. An seinem Comeback mit zwei Einsätzen im FA Cup konnte er sich nur kurz erfreuen, da ihn weitere Blessuren bis zum Ende der Saison plagten. Dies setzte sich auch in der Spielzeit 1997/98 fort und nach einer roten Karte bei der 1:3-Niederlage beim AFC Sunderland am 15. August 1997 sollte ihm der Weg frei gemacht werden für eine Leihe mit dem schottischen Erstligisten FC St. Johnstone. Nach drei Monaten gestattete Manchester City eine fixen und ablösefreien Transfer zu den „Saints“.

### Karriereausklang in Schottland
Bei seinem neuen Verein, der 1997 als Zweitligameister aufgestiegen war, fügte sich Kernaghan gut ein und absolvierte 31 Pflichtspiele in der Saison 1997/98. In der folgenden Spielzeit 1998/99 gelang dem Klub ein überraschender dritter Platz und eine damit verbundene Qualifikation für den UEFA-Pokal. In diesem scheiterten die Saints nach überstandener Vorrunde in der ersten Hauptrunde an der AS Monaco und Kernaghan war Teil der Mannschaft, die dem Gegner ein 3:3 im Rückspiel abtrotzte, was aber angesichts der 0:3-Hinspielniederlage nicht fürs Weiterkommen genügte. Nach einem weiteren Jahr für St. Johnstone fand er mit dem Viertligisten Brechin City  einen neuen Verein, absolvierte dort jedoch nur sieben Pflichtspiele, bevor er im September 2001 zum Zweitligisten FC Clyde weiterzog. Dort schlüpfte er in der Saison 2003/04 in die Rolle des Spielertrainers und führte den Klub zur Zweitliga-Vizemeisterschaft hinter Inverness Caledonian Thistle – mit nur einem Punkt Abstand und einem Großteil der Saison als Tabellenführer. Kernaghan absolvierte insgesamt 63 Zweitligaspiele für den FC Clyde und erzielte drei Tore.

### Wechsel ins Trainerfach
Kernaghan heuerte im August 2004 beim Erstligisten FC Livingston an. Dort fungierte er als Assistent von Trainer Allan Preston und bestritt noch fünf Pflichtspiele selbst. Nach einer Serie von schlechten Ergebnissen wurde er jedoch bereits im November 2004 an der Seite von Preston entlassen. Im Januar 2005 ging es für ihn weiter zum Zweitligisten FC Falkirk; auch dort nahm er neben seinen Einsätzen als noch aktiver Spieler Traineraufgaben wahr.
Im September 2005 wurde Kernaghan Trainer des Erstligaabsteigers FC Dundee, verfehlte aber das Wiederaufstiegsziel auf dem siebten Rang in der zweitklassigen First Division deutlich und wurde im April 2006 entlassen. Überraschend war danach sein nächster Trainerassistenten-Job bei den Glasgow Rangers, da er der erste irische Nationalspieler war, der ein solches Amt bei den Rangers bekleidete. Im Februar 2012 wechselte er in den Trainerstab des englischen Drittligisten FC Brentford. Er blieb dem Klub bis Dezember 2013 erhalten, als er einer Umstrukturierung im Coaching Staff des neuen Trainers Mark Warburton zum Opfer fiel.
Im November 2015 wurde Kernaghan Cheftrainer beim nordirischen Glentoran FC. Eine Niederlage im Ligapokal gegen Annagh United am 30. August 2016 führte zu seinem Rücktritt als Glentoran-Trainer.

### Irische Nationalmannschaft
Kernaghan wuchs in der nordirischen Stadt Bangor auf und spielte sechsmal für die nordirische Schülerauswahl. Da der Fußballverband des Landes (Irish Football Association) damals vorsah, keine Spieler zuzulassen, wenn sowohl dieser selbst aus auch die Eltern nicht in Nordirland geboren waren, wurde er für die nordirische Nationalmannschaft nicht berufen. Da seine Großmutter irische Staatsbürgerin war, war dies ausreichend für eine Nominierung in den irischen Kader. Von dieser Möglichkeit nahm der Nationaltrainer Jack Charlton auch Gebrauch und der zunächst widerwillige Kernaghan stimmte dieser Möglichkeit, sich auf internationaler Ebene zu beweisen, wahr. Er debütierte am 9. September 1992 gegen Lettland (4:0) für die irische A-Nationalmannschaft und nach erfolgreicher Qualifikation für die WM-Endrunde 1994 in den Vereinigten Staaten für die irische Auswahl nominiert. Dort kam er jedoch zu keinem Einsatz. Insgesamt bestritt Kernaghan 22 A-Länderspiele und verabschiedete sich am 15. Juni 1996 mit einem 3:0-Sieg gegen Bolivien.